# فضاء باناخ

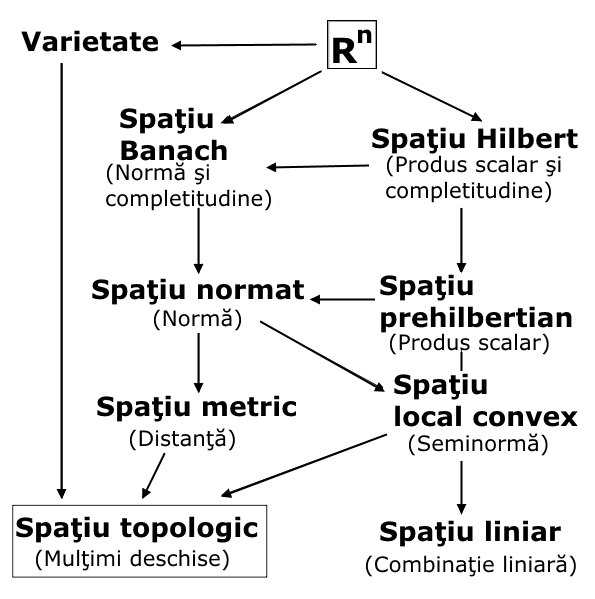

فضاء باناخ هو فضاء معياري كامل، مما يعني ان كل متتالية كوشي من عناصر هذا الفضاء تنتهي داخل الفضاء نفسه وهذا ما يجعل منه فضاء مغلقاً.
سمي هذا الفضاء هكذا نسبة إلى عالم الرياضيات البولندي ستيفن باناخ.